# Дупка на поп Мартин
Дупката на поп Мартин е скално изсечен праисторически култов обект в землището на село Орешари, община Крумовград, Област Кърджали.

## Описание
Тази т.нар. „дупка“ е издълбана в отвесна скала на трудно достъпно място, до което се стига по пътека, следваща стръмния терен. Формата на входа първоначално е била трапецовидна с височина 1 метър и праг с височина 0,06 – 0,07 м. В научните публикации за обекта се споменава, че този вход е в редица с издълбани почти в една линия 10 трапецовидни ниши на същата скала. В скалата срещу входа на гробницата също се наблюдават очертанията на силно ерозирали трапецовидни ниши.
Преддверието на гробницата е с дължина около 0,4 м, широчина 1,76 м и височина 1,13 м, което позволява човек да стои само силно приведен, след като е влязъл през входа. По цялото протежение на вътрешната страна на входната стена е издълбан жлеб с дълбочина 0,06 м и ширина 0,12 м. Има следи, доказващи, че входът е залостван от вътрешната страна на входната стена. Между преддверието и камерата няма стена, отворът е асиметрично поставен спрямо нея и се намира на дългата ѝ страна. Това е единствената скална гробница, изсечена с много по-ясно изразени ръбове и отвесни стени.
По всички стени на камерата има оставен цокъл с височина 0,35 м, който при източна стена (срещу входа) е с ширина 0,22 м, а при другите стени – 0,05 м. Камерата е с размери – дължина на стената с входния отвор е 2,7 м, на срещуположната западна стена – 2,8 м, на страничните стени 1,9 м (южната) и 1,6 м (северната), а височината в помещението варира от 1,75 до 1,36 м.
По протежение на южната стена на камерата е оформено каменно легло, което започва от входа, където ширината му е 0,85 м, а в дъното достига до 0,75 м. Навътре в цокъла са издълбани още 0,20 м, където е образувана ниша, обрамчена от цокъл на стената с височина 0,05 м, след малко стъпало в стената – от втори цикъл на стената с височина 0,05 м и след ново малко стъпало в стената – от втори цокъл (с размери 0,04 х 0,11 м). Тази своеобразна малка ниша може би е служила за полица на малък предмет.
В цокъла при средата на източната стена е издълбана миниатюрна стълба с пет стъпала, 3 от които са в самия цокъл, а 2 - в стената над него. Самите стъпала са издълбани в предварително изсечена в стената ниша с ширина 0,25 м и височина 0,8 м.
Тази символична стълба води към една тристепенна ниша с четириъгълна форма (с дължина 1,3 м, височина 0,65 м и дълбочина 0,04 м). Горната стена на нишата следва извивката на свода, а втората степен на нишата следва извивката на свода. Втората степен на нишата е триъгълна с основа 1,18 м, височина 0,62 м и дълбочина 0,54 м. Тази триъгълна ниша е сводеста, като в дъното сводът ляга на пода ѝ. В северната стена на тази втора ниша се наблюдава още една ниша, сводът на която е пещовиден.
Основата на вписаните една в друга геометрични фигури правоъгълник, в него вписан триъгълник и отново вписан триъгълник е една и съща. В тази тристепенна ниша може да бъде поставен предмет, който да бъде пред погледа на влизащите в камерата. Според хипотеза на проф. Иван Венедиков в тази ниша е могло да се поставя погребална урна, но и е възможно там да са поставяни само погребални дарове.
Схемата и предназначението на този обект остава загадка. Според проф. Валерия Фол определянето на паметника като гробница е неподходящо – помещението е издълбано за обредни действия от друг тип със свещени предмети в различни позиции един спрямо друг.

## Произход на името
Името на обекта е свързано с легенда за поп Мартин войвода, който според преданията е използвал скалната гробница за свое свърталище. Според някои краеведи версията за поп Мартин е пренесена в по-ново време от български преселници от Източна Тракия след Балканските войни (1912-1913), потомците на които живеят в околните села Долно Черковище, Странджево, Пчелари и др. Местното турското население нарича дупката „Джинавиз еви“ (в превод означава „Стаята на генуезците“), като за това название няма яснота за произход.
Местното население в Източните Родопи не е гледало на тези съоръжения като на гробници - запазени са предания свързващи използването им с укриване на дрехи и хора. Интерпретирането им като гробници и хронологията им остава под въпрос.